# Крамаренко Борис Олексійович
Бори́с Олексі́йович Крамаре́нко (*26 грудня 1905, станиця Челбаська, Краснодарський край — †23 лютого 1944, Смушкине) — український культурний діяч, письменник. Учасник Другої світової війни.

## Біографія
Родом з козацької родини.
Закінчив 1926 українського відділення Кубанського робітфаку (Краснодар), потім закінчив Азово-Чорноморський будівельний інститут. Брав участь в будівництві Шапсузького водосховища і в інших будівництвах. У 1930-і роки став писати.
В період Другої світової війни був призваний до Червоної Армії. Воював на Південно-Західному фронті. У званні майора загинув під Севастополем при виконанні бойового завдання.

## Творчість
Член Української секції Краснодарської асоціації пролетарських письменників. Автор документальної повісті «Посол Дурноселовки» (1931), повісті «Шляхи-дороги» (1938), роману «Плавні» (1940), історико-етнографічного нарису «Станиця Челбаська» (1940), в яких показано події перших пореволюційних років на Кубані.
Рукопис історичного роману «В степах Кубанських» (продовження роману «Плавні») втрачений під час війни (уривки з нього друкувались у військовій періодиці). За мотивами роману «Плавні» Т. Чеботаревська і М. Куликівський 1967 створили однойменну героїко-романтичну драму (поставлена 1967 на сцені Краснодарського драматичного театру).